# Анастасия (име)
Анастасия (от гръцки: Αναστασία) е женско лично име от гръцки произход, произлизащо от гръцката дума anástasis (на старогръцки: ἀνάστασις), което означава „възкресение“. Кратка форма и умалително на името е Настя.
Анастасия е женската версия на Анастасий (на старогръцки: Ἀναστάσιος – Анастасиос), и означава „възкръснала“. Името е популярно в Източна Европа, особено в Русия, където е най-използваното име в продължение на десетилетия до 2008 г.
Името Анастасия възниква през първите дни на християнството и е било давано на много гръцки момичета, родени през декември и около Великден. Това е името на няколко ранни светци; включително Анастасия Узорешителница, водеща светица от 2 в., която се почита по време на първата литургия в коледната сутрин според традиционния календар на Римокатолическата църква и на 22 декември според Източноправославната църква. На този ден според православния календар носещите името в България празнуват имен ден.

## Светици
Православната и католическата църква почитат както общи така и различни светици с това име. Именници на Анастасия, Анастас и техните производни са: Анаста, Анастаса, Анасташа, Анастасийка, Наста, Настасия, Настя, Настас, Сийка, Сия, Стаска, Стас, Тана, Таша, Тача, Таско, Тасю, Тацо, Тачо, Ташко, Шана, Шина, Шинка.
- Анастасия Узорешителница (Фармаколитрия /Φαρμακολύτρια, Узорешителница, Римска, Илирийска). Празник: 22 декември.
- Анастасия Римлянина – преподобномъченица (3 век), празник: 29 октомври. Според житието е родена в Рим, но от рано остава сираче. На тригодишна възраст тя попада в един малък женски манастир край Рим, където е отгледана и възпитана в законите на ранното християнство. Като много от ранните християни и тя намира смъртта си след нечовешки страдания. Това става по време на управлението на император Деций (249 – 251) г.[7]
- Анастасия Римска – раннохристиянска мъченица (1 век), празник заедно със св. Василиса: 15 април[8]
- Анастасия Патрикия (Александрийска), 10 март [9]
- Анастасия (майка на св. Сава Сръбски), 21 юни
- Анастасия Латрийска, 15 май

Руската църква почита още:
- Анастасия, 13 декември
- Анастасия, 27 май
- Анастасия, 19 май
- Анастасия, 26 януари, 23 март
- Анастасия, 26 януари, 27 април
- Анастасия (Лебедева), 26 януари, 23 май, 29 октомври
- Анастасия (Романова), вел. княгиня, 26 януари, 4 юли
- Анастасия (Камаева), 26 януари, 28 юли
- Анастасия (Титова), 26 януари, 4 декември

## Известни българи
- Анастасия Димитрова – първата българска светска учителка от епохата на Възраждането (1815–1894)
- Анастасия Тошева – българска учителка и общественичка, майка на генерал Стефан Тошев (1837–1919)
- Анастасия Обретенова – българска учителка, дъщеря на баба Тонка и съпруга на Захарий Стоянов (1860–1926)
- Анастасия Димитрова-Мозер – български политик (*1937 г.)
- Анастасия Ингилизова – българска актриса (*1975 г.)

## Други известни личности
- Анастасия – византийска благородничка, дъщеря на римския император Констанций I Хлор и Флавия Максимиана Теодора, полусестра на император Константин I (ок. 290 г. – след 314 г.)

- Анастасия – византийска императрица, съпруга на Константин IV (ок. 650 г. – след 711 г.)
- Анастасия от Византия – дъщеря на Юстиниан II и Евдокия, омъжена през 705 г. за хан Тервел, майка на хан Телериг (* ок. 685)
- Анастасия Ярославна – кралица на Унгария (ок. 1023–1074/1096)
- Анастасия Романовна – царица на Русия и първа съпруга на цар Иван Грозни (1530–1560)
- Принцеса Анастасия от Черна гора – дъщеря на краля на Черна гора Никола I (1865–1935)
- Принцеса Анастасия от Гърция и Дания (родена Нони Мей Стюарт) – американска наследница и член на гръцкото кралско семеййство (1878–1923)
- Анастасия Николаевна – велика княгиня, дъщеря на руския император Николай II Романов (1901-1918)
- Анастасия Соаре – румънско-американска бизнес дама и милиардерка (*ок. 1957/1958)
- Анастасия Павлюченкова – руска тенисистка (*1991 г.)
- Анастасия Севастова – латвийска тенисистка (*1991 г.)
- Анастасия Глушкова – израелска олимпийска състезателка по синхронно плуване (*1985 г.)
- Анастасия Аврамиду – гръцка шахматистка (*2000 г.)
- Анастасия Бачинска – украинска състезателка по художествена гимнастика (*2003 г.)

## Художествени герои
- Анастасия Стийл от „Петдесет нюанса сиво“
- Принцеса Анастасия Николаевна Романов от едноименния анимационен филм от 1997 г., базиран на живота на Великата княгиня Анастасия Николаевна от Русия
- Анастасия Тремейн от анимационния филм „Пепеляшка“ от 1950 г.